# Primož Kozmus
Primož Kozmus (Novo mesto, 1979. szeptember 30. –) olimpiai és világbajnok szlovén kalapácsvető.

## Életpályája
Sem a 2000-es olimpián, sem a 2002-es Európa-bajnokságon nem jutott döntőbe, ez először 2003-ban a párizsi világbajnokságon sikerült neki. Akkor ott 79,68 méteres dobása az 5. helyhez volt végül elég.
A 2004-es olimpián 78,56 méterrel a hatodik lett, majd a 2005-ös szezont teljesen kihagyta. A következő fontos versenyen, a 2006-os Európa-bajnokságon Göteborgban visszatért, és 78,18 méteres dobásával a hetedik helyet szerezte meg.
A 2008-as olimpián a selejtezőből a harmadik legjobb eredménnyel jutott a döntőbe. A végküzdelmek során magabiztos formát mutatott, mindjárt első dobásával az élre állt, majd a második sorozatban megdobta a későbbi győztes eredményét, 82,02 méterre repítve kalapácsát. A döntő során az összes dobási kísérlete sikeres volt, ráadásul minddel 80 méter fölötti eredményt ért el.
A 2007-es világbajnokságról Oszakában 82,29 méteres dobásával ezüstérmet hozott el, a címvédő fehérorosz Ivan Cihan mögött a második helyen végezve.
A 2009-es atlétikai világbajnokságon, Berlinben, 80,84 m-es eredménnyel világbajnoki címet szerzett.